# Сырнево (деревня, Московская область)
Сырнево — деревня в Сергиево-Посадском районе Московской области, в составе муниципального образования Сельское поселение Шеметовское (до 29 ноября 2006 года входила в состав Марьинского сельского округа).

## Население
| 2002 | 2010 |
| ---- | ---- |
| 12   | ↗19  |

## География
Сырнево расположено примерно в 27 км (по шоссе) на северо-запад от Сергиева Посада, на безымянном ручье, правом притоке реки Вели (левый приток Дубны), высота центра деревни над уровнем моря — 224 м. На 2016 год в деревне зарегистрировано 1 садовое товарищество.